# 51 Eridani b
51 Eridani b ist ein Exoplanet, der den rund 96 Lichtjahre von der Sonne entfernten Hauptreihenstern 51 Eridani im Sternbild Eridanus umkreist.

## Entdeckung
51 Eridani b wurde durch ein Astronomenteam um Bruce Macintosh von der Stanford University mit Hilfe des Instruments Gemini Planet Imager am Observatorium Gemini Süd in Chile durch Direktabbildung im nahen Infrarot entdeckt und die Entdeckung am 13. August 2015 bekanntgegeben. Der Zentralstern war ab Dezember 2014 als 44. Ziel im Rahmen einer 600 nahe und junge Sterne umfassenden Beobachtungskampagne beobachtet worden. Durch nachfolgende Untersuchungen sowie Archivdaten konnte ein Hintergrundstern als Erklärung ausgeschlossen werden. Zum Entdeckungszeitpunkt war 51 Eridani b der masseärmste Exoplanet, der direkt abgebildet werden konnte.

## Eigenschaften
Der Zentralstern – und damit der Planet – ist sehr jung und hat ein Alter von erst 20 Millionen Jahren. Aufgrund der Direktabbildung ist die Möglichkeit zur spektralen Untersuchung und Messung seiner atmosphärischen Zusammensetzung gegeben. Das Infrarotspektrum von 51 Eridani b zeigt deutliche Absorptionsbanden von Methan sowie von Wasserstoff. Modellrechnungen zufolge beträgt die effektive Temperatur des Planeten zwischen 600 und 750 Kelvin, während die Masse zwischen 2 und 12 Jupitermassen liegt.
Die Entfernung von 51 Eridani b zu seinem Zentralstern entspricht, den ersten Beobachtungen zufolge in etwa der dreizehnfachen Entfernung der Erde zur Sonne, womit der Abstand des Planeten von 51 Eridani, übertragen auf das Sonnensystem, in etwa zwischen dem von Saturn und Uranus von der Sonne liegen würde. Durch den relativ kurzen Zeitraum zwischen den ersten Beobachtungen und der Bekanntgabe der Entdeckung konnte die Umlaufbewegung des Planeten um 51 Eridani zunächst allerdings noch nicht nachgewiesen werden.
Die Beobachtungsdaten legen eine Entstehung des Planeten ähnlich wie bei Jupiter nahe, wonach ein sogenannter Planetenembryo Materie und Gas an sich gezogen hat.
Durch weitere Beobachtungen mit dem Gemini Planet Imager konnte die Existenz des Planeten erhärtet werden, während zuvor nicht völlig ausgeschlossen worden war, dass es sich bei dem Objekt um einen T-Zwerg handelt, der nur zufällig in der gleichen Richtung steht. Astrometrische Messungen legen eine große Bahnhalbachse von etwa 14 AE und eine Umlaufzeit von annähernd 41 Jahren nahe.